# 国府宮駅バスターミナル

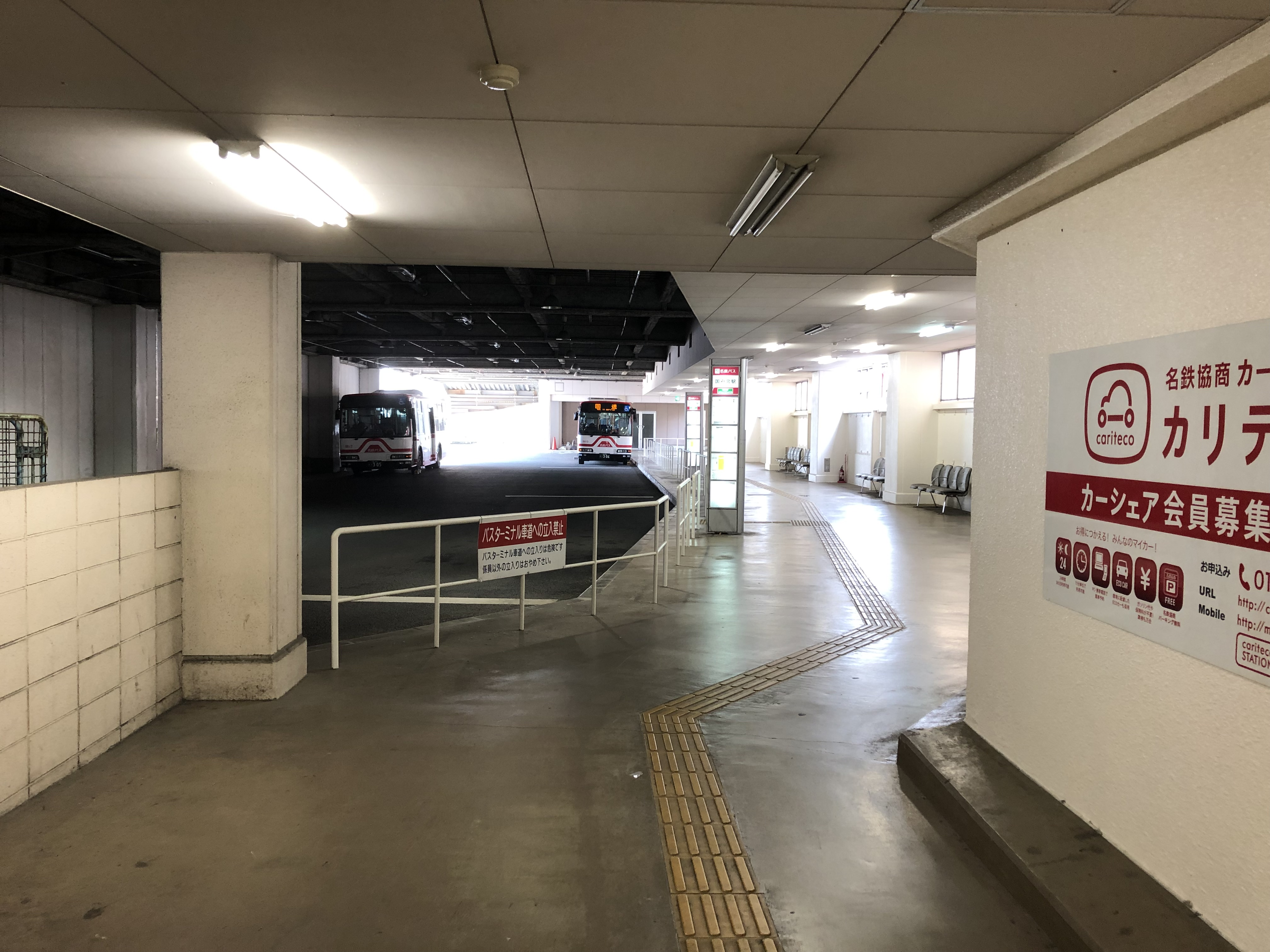
国府宮駅駅ビル構内にあるバスターミナル

国府宮駅バスターミナル（こうのみやえきバスターミナル）は、愛知県稲沢市にある名鉄バス、稲沢市コミュニティバスの路線バスのバスターミナルである。

## 概略
元々は国府宮駅の駅舎に隣接していたが、駅施設が地下に移設されたことにより、駅からやや離れた位置に移動する。国府宮駅南口に立体駐車場ビルが完成すると、そのビルの1階に移設される。かつては、稲沢駅、新一宮駅、新名古屋駅、森上駅、中村公園駅、勝幡駅、津島駅方面や市内を循環するバスも存在した。

## 沿革
- 2004年（平成16年）：名古屋鉄道バス事業部は名鉄バスに分社化。
- 2006年（平成18年）10月1日：国府宮駅バスターミナル発の路線は全て名鉄バスから名鉄西部観光バスに譲渡される。
- 2008年（平成20年）7月1日：名古屋鉄道グループ会社の再編により、矢合線は名鉄バスに譲渡される。祖父江線は廃止される。
- 2014年（平成26年）11月4日：稲沢市コミュニティバスとの路線統廃合、再編により矢合線は廃止。名鉄バスの路線は稲沢中央線[1]となる。稲沢市コミュニティバスの一部路線が国府宮駅バスターミナルに乗り入れ開始。

## 路線

### 名鉄バス
稲沢中央線（アピタ稲沢店系統）
- アピタ稲沢店
- JR稲沢駅西口
- 稲沢市民病院

稲沢中央線（矢合系統）
- 矢合観音
- JR稲沢駅西口
- 稲沢市民病院

### 稲沢市コミュニティバス
祖父江・稲沢線（ふれあいの郷系統）
- 稲沢市民病院
- ふれあいの郷
- 祖父江支所

祖父江・稲沢線（地泉院系統）
- 稲沢市民病院
- 地泉院
- 稲沢市役所

千代田線
- 稲沢市民病院
- 勝幡駅

大里西線
- 大里西市民センター